# Gorkij Park (együttes)
A Gorkij Park (oroszul: Парк Горького [Park Gorkovo], angol nevükön Gorky Park) orosz hard rock/glam metal együttes, amely 1987-ben alakult meg Moszkvában. Nevüket Moszkva 1928-ban létesített parkjáról kapták. Ez volt az első olyan orosz együttes, amelynek dalait az MTV is játszotta.

## Története
1987-ben alakultak Moszkvában. Alekszej Belov gitáros, Nyikolaj Noszkov énekes, Alekandr Minkov basszusgitáros, Jan Janyenkov gitáros és Alekszandr Lvov dobos (az Arijából) alapították. Első nagylemezük 1989-ben jelent meg. Ebben az időszakban kezdett el terjeszkedni az együttes külföldön is, a vasfüggöny leomlása után. Különlegességként megemlítendő, hogy viccből sztereotip orosz motívumok jelennek meg: gitárjuk balalajka formájú, illetve első albumukon a sarló és kalapács jelképe volt látható. Második albumuk 1993-ban jelent meg. 1996-ban és 1998-ban is megjelentettek lemezeket. A „Bang!” című daluk klipjét a Music Television is rendszeresen játszotta.
2001-ben feloszlottak, de 2005-ben újjáalakultak.

## Tagok
- Alekszander Minkov-Marsal – ének, basszusgitár, vokál
- Alekszej Belov – gitár, ritmusgitár, billentyűk, vokál
- Jan Janyenkov – gitár, ritmusgitár, vokál
- Alekszandr Lvov – dobok, ütős hangszerek

## Diszkográfia
- Gorky Park (1989)
- Moscow Calling (1993)
- Stare (1996)
- Protivofazza (1998)